# El Niño de la Isla
José López Domínguez, más conocido como Niño de la Isla, fue un cantaor flamenco nacido en 1877 en San Fernando, Cádiz y fallecido en el mismo pueblo en 1915 con tan solo 38 años.

## Carrera
Fue un cantaor popular a primeros de siglo XX, conocido sobre todo por su forma y maestría de cantar los tangos de su tierra. Además, se hizo muy popular por ser unos de los primeros que aflamencó las «asturias» y «montañesas». Actuó en Sevilla en el famoso café cantante El Novedades, con todos los grandes de su época, fue anunciado en unos de sus programas como un extraordinario cantaor de tangos. Su discografía fue corta, pero lo poco que grabó fue lo suficiente para saber que era un gran maestro y buen conocedor de los cantes primitivos. Era el cantaor preferido del duque de Alba, hasta tal punto que se dice que reunió todas las placas enceradas que grabó el maestro gaditano.